# Lewis Henry Morgan
Lewis Henry Morgan (Aurora, Nueva York, 21 de noviembre de 1818–Rochester, Nueva York, 17 de diciembre de 1881) fue un abogado, antropólogo y etnólogo estadounidense, considerado uno de los fundadores de la antropología moderna.

## Primeros intereses
Desde muy joven, cuando estudiaba en la Academia Coyunga, en territorio iroqués, se interesó por la vida de los indígenas y pudo relacionarse con los séneca. Estudió Derecho en el Union College de Schenectady, habiendo ejercido la profesión de abogado por un tiempo en Aurora y Rochester. Su primer trabajo como abogado fue una causa en la que defendía intereses de los indígenas en un pleito comercial. Participó en política, afiliándose al Partido Republicano; fue diputado y más tarde senador.

## Etnografía
Escribió en 1851 Liga de los Iroqueses, el primer estudio etnográfico sobre un pueblo indígena. Analizó la cultura de los iroqueses, sus costumbres, vivienda, lenguaje y su estructura política, que designó como Federación de Naciones Iroquesas. Extendió sus estudios a otras partes de Norteamérica y también de Asia, donde supuestamente encontró paralelismos entre la terminología de parentesco de algunas tribus asiáticas y las iroquesas. Esto le llevó a defender la idea de la migración de los antepasados de los indios americanos desde Asia hasta América.

## Tipos de Parentesco
Entre sus estudios se destacan los relacionados con el parentesco. Descubrió que las relaciones de parentesco estructuraban al grupo y servían para establecer lazos y líneas que unían a los individuos en un sistema de obligaciones recíprocas. En 1855 contactó a los indígenas chipewa de Wisconsin, notando similitudes entre su sistema de parentesco y el de los iroqueses. Igualmente constató, al entrevistar un misionero, un sistema igual en la India, con lo que halló que podía formular tipos de parentesco.
Sus estudios le permitieron apreciar la pauta matrilineal como regla de descendencia en los grupos de parentesco de la sociedad iroquesa. Situó dicha matrilinealidad en el pasado de la historia humana. La regla patrilineal era posterior y se había generado como fruto de la evolución histórica y social del hombre. La perspectiva de análisis antropológico de Morgan era claramente evolucionista.
Atribuyó un papel esencial a la relación biológica como elemento definitorio de las relaciones de parentesco. Entendía el aspecto social del parentesco como un reflejo del marco biológico. De esta manera la paternidad biológica (genitor masculino, genitrix femenina) es sinónimo de paternidad social (pater masculino, mater femenina)
Morgan buscó establecer conexiones entre los sistemas de parentesco a escala mundial; para ello se relacionó con el servicio consular y con la Smithsonian Institution, iniciando un amplio estudio comparativo de 139 sociedades. El resultado fue su libro Sistemas de consanguinidad y afinidad en la familia humana (1871), primer intento de sistematización y clasificación de los sistemas de parentesco. Descubrió la relación entre los sistemas matrimoniales y los de parentesco, hallando que a determinadas formas de matrimonio corresponde un sistema de parentesco específico.
De este modo divide la familia en cinco tipos según el parentesco: la consanguínea (incesto), la punalúa (del tipo hawaiano o del Rapto de las Sabinas), la sindiásmica (unión de un hombre y de una mujer sin cohabitación exclusiva), la patriarcal (un hombre con diversas esposas, con las que cohabita) y la monogámica.
Morgan explica los dos sistemas de parentesco:
Descriptivo: propio de las familias aria, semítica y uraliana. “Describe” en cada categoría una relación exacta, como la de padre, hijo, abuelo, etc.
Clasificatorio: propio de las familias hawaiana, turania y malaya; “clasifica” en la misma categoría a ciertos parientes lineales o colaterales. Por ejemplo, al padre y al tío paterno, que son considerados como padres.

## Gobierno y propiedad
Morgan opinaba que los gérmenes se agrupaban para formar organismos más complejos, es decir a medida que un organismo poseía más gérmenes era más complejo. Los orígenes del gobierno habrían de buscarse en la organización de "gens" en el estadio de salvajismo, base sobre la que progresivamente se establecería la sociedad política.
Sobre la propiedad sostenía que tuvo una formación lenta durante los largos periodos de salvajismo pero que poco a poco se desarrolló en el cerebro humano de manera muy notable la pasión por la propiedad.
La organización de la sociedad, según Morgan, se inicia sobre la base del sexo, después sobre el parentesco y finalmente sobre la base del territorio.

## Evolucionismo
Prosiguió su trabajo con un estudio sobre la evolución de las sociedades humanas, plasmado en La Sociedad Primitiva (1877), obra en la cual distingue tres estadios de evolución de la humanidad: salvajismo, barbarie y civilización, en esta obra cita "En muchas sociedades primitivas y avanzadas, las relaciones con los antepasados y los parientes han sido la clave de la estructura social, siendo los pivotes sobre los que giraban la mayoría de las interacciones, los derechos y las obligaciones, las lealtades y los sentimientos…” 
Dentro de estos estados suceden 7 subestadios:
Salvajismo, inferior (relacionado con la recolección), medio (Pesca y lenguaje) y alto (Arco y Flecha).
Barbarie, baja (Cerámica), media (domesticación de animales y plantas en Europa y sistema de riego en América) y alto ( relacionado con la tenencia de armas y herramientas metálicas). 
Civilización, relacionada con el invento del alfabeto fonético y el uso de la escritura.
A pesar de su concepción claramente evolucionista, Morgan pensaba que en algunos aspectos los pueblos primitivos eran superiores a los civilizados, por sus formas colectivas de propiedad, su hermandad, sentido de comunidad y cooperación y concluía que podría existir en el futuro de la humanidad un nivel más de civilización más alto, al restablecerse la propiedad colectiva de los recursos fundamentales.[cita requerida]

## Influencia
Las investigaciones de Morgan tuvieron gran influencia en la teoría marxista, pues fueron tomadas por Engels como eje para su texto El origen de la familia, la propiedad privada y el estado.

## Obras
- The League of the Iriquois (Liga de los Iroqueses, 1851).
- Systems of Consanguinity and Affinity of the Human Family (Sistemas de consanguinidad y afinidad de la familia humana, 1864).
- Ancient Society of Research in the Lines of Human Progress from Savagery through Barbarium to Civilization (1881; existe traducción al español: La sociedad antigua).